# Gaspar Torrente
Gaspar Torrente (Campo, Osca, 1888 - Barcelona, 1970) va ser el líder del nacionalisme aragonès de començaments del segle xx i fundador del primer partit polític nacionalista aragonès.
Va quedar orfe de mare quan tenia un any. Va passar la infància acompanyant al seu pare, sastre ambulant, fins que aquest va morir en 1897. Va marxar llavors a la casa d'un germà, que residia a Barcelona i li va encarregar a una família catalana la seva educació. Es va afiliar al Centre Nacionalista Republicà de Gràcia. L'agost de 1917, Gaspar Torrente va publicar el seu primer article, aparegut el 21 d'agost en La Veu de Catalunya, on expressava el seu dolor com aragonès i aragonesista per la defunció de Prat de la Riba, líder de la Lliga Regionalista.
Va ser un dels dirigents de la Unión Aragonesista i va escriure en el seu òrgan oficial El Ebro en castellà i català, va presidir les seves joventuts entre 1920 i 1923. En 1928 es va traslladar a Graus i allí va fundar el juny de 1930 El Ideal de Aragón intentant donar ànim l'aragonesisme en la zona amb la constitució de la Unión Regionalista de Graus al març de 1931, però va tenir escàs èxit i a la fi de 1931 torna a Barcelona, on fundà i fou el president de Estado Aragonés, el primer partit polític nacionalista aragonès.
A l'octubre de 1935 va treure al carrer la publicació Renacimiento Aragonés. Va ser comissari de la Generalitat a Oliana (Lleida) durant la Guerra Civil, en 1938. Fou detingut per les tropes franquistes el gener de 1939, en caure Catalunya. En 1940 va aconseguir la llibertat.